# بيتر جودارد
بيتر جودارد (بالإنجليزية: Peter Goddard)‏ (ولد في 3 سبتمبر 1945) وهو فيزيائي رياضي الحاصل على زمالة الجمعية الملكية ورتبة الإمبراطورية البريطانية.
يعمل بيتر في نظرية الأوتار ونظرية الحقل الامتثالي. ومن بين مساهماته العديدة في هذه المجالات نظرية غودارد - ثورن (مع تشارلز ثورن).

## حياته
تلقى جودارد تعليمه في مدرسة إيمانويل وجامعة كامبريدج، حيث كان أستاذاً في قسم الرياضيات التطبيقية والفيزياء النظرية (DAMTP). أسس معهد إسحاق نيوتن للعلوم الرياضية، وحتى عام 2004، حصل على درجة الماجستير في كلية سانت جونز (كامبريدج). كان مديرًا لمعهد الدراسات المتقدمة من يناير 2004 حتى يونيو 2012. وهو الآن أستاذ في كلية العلوم الطبيعية بالمعهد.
تم انتخابه للجمعية الملكية في عام 1989، وحصل على جائزة ديراك وميدالية المركز الدولي للفيزياء النظرية في عام 1997، وكان قائدًا لرتبة الإمبراطورية البريطانية في عام 2002.

## وصلات خارجية
- I.A.S. page
- Press announcement for being the director of IAS

| مناصب أكاديميَّة   | مناصب أكاديميَّة                      | مناصب أكاديميَّة      |
| ---------------- | ----------------------------------- | ------------------- |
| سبقه روبرت هايند | كلية سانت جونز (كامبريدج) 1994–2004 | تبعه ريتشارد بيرهام |